# Barajally
Barajally (Schreibvariante: Barajalli und Barajali, auch Barajally Kunda und Barajally Suba) ist eine Ortschaft im westafrikanischen Staat Gambia.
Nach einer Berechnung für das Jahr 2013 leben dort etwa 726 Einwohner. Das Ergebnis der letzten veröffentlichten Volkszählung von 1993 betrug 656.

## Geographie
Barajally liegt am nördlichen Ufer des Gambia-Fluss in der Central River Region Distrikt Niani. Der Ort, rund 240 Kilometer von der Hauptstadt Banjul entfernt, liegt ungefähr 1,7 Kilometer vom Flussufer entfernt, unmittelbar am Fluss liegt Barajally Tenda.
1985 wurde der Geburtsort vom früheren Präsidenten Jawara als nationales Monument erklärt.
Vom Fluss aus ist schon das markante Minarett der Moschee des Ortes zu sehen.

## Söhne und Töchter des Ortes
- Dawda Jawara (1924–2019), Gambias erster Präsident